# Koenigsegg CCXR Edition

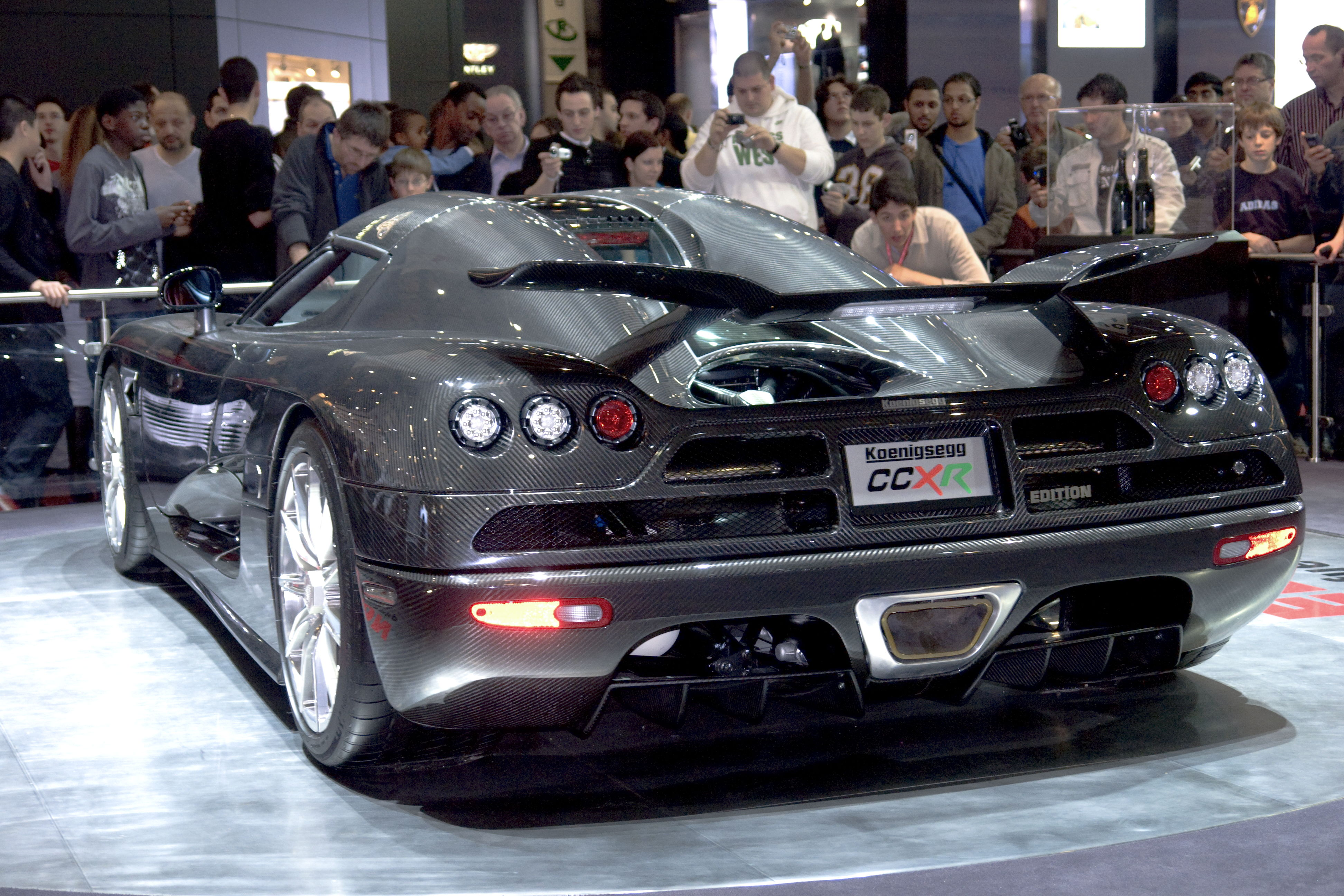
Koenigsegg CCXR - tył pojazdu

Koenigsegg CCXR Edition – hipersamochód skonstruowany przez szwedzką firmę Koenigsegg na podstawie modelu CCX. Różnicą, która czyni ten samochód jednym z najbardziej niekonwencjonalnych samochodów klasy supersport, jest przystosowanie potężnego, turbodoładowanego silnika 4.7L do spalania etanolu - E85 i E100. Zmiany te miały na celu ukazanie, że również samochód tej klasy może być przyjazny środowisku, jednak nieoczekiwanie nawet dla samych konstruktorów, wykorzystanie etanolu spowodowało wzrost mocy z 806 do 1032 KM. To sprawiło, że CCXR stał się pierwszym seryjnie produkowanym samochodem dopuszczonym do ruchu ulicznego, którego moc przekraczała 1000 KM. CCXR rozpędza się do 100 km/h w 2,9 sekundy, natomiast prędkość maksymalna tego ponad 1000-konnego bolidu to 417 km/h. Samochód wykonany jest z włókna węglowego.
W 2008 roku na salonie samochodowym w Genewie Koenigsegg zaprezentował specjalną edycję modeli CCX i CCXR. Wersje te cechowały przede wszystkim zmiany w aerodynamice nadwozia oraz wystroju wnętrza. Ten sam pozostał natomiast silnik. Cena limitowanej serii 6 samochodów CCXR Edition wynosiła 1,5 mln euro.

## Dane techniczne

### Silnik
- V8 4,7 l (4700 cm³), 4 zawory na cylinder, DOHC, doładowany mechanicznie
- Układ zasilania: wtrysk
- Stopień sprężania: 8,2:1
- Moc maksymalna: 1018 KM (748,7 kW) przy 7200 obr./min
- Maksymalny moment obrotowy: 1060 N•m przy 6100 obr./min

### Osiągi
- Przyspieszenie 0-100 km/h: 2,9 s
- Prędkość maksymalna: 417 km/h